# Anomophysis inscripta
Anomophysis inscripta là một loài bọ cánh cứng trong họ Cerambycidae.